# Ozorków
Ozorków est une ville de Pologne, située dans la voïvodie de Łódź, sur la Bzura. Au XIXe siècle, c'était un important centre d'industrie, notamment du coton. Sa population était en grande partie d'origine allemande et juive, avec une église évangélique et une synagogue. Elle est en partie dépeuplée pendant la Seconde Guerre mondiale mais retrouve son activité industrielle après la guerre.

## Le marché du travail à Ozorków
La ville peut également être un lieu attractif pour les investisseurs. À Ozorków fonctionne une sous-zone de la zone économique spéciale de Łódź, ce qui a sans aucun doute un impact positif sur le marché du travail de la voïvodie de Łódź. Les nouvelles opportunités d'emploi sont offertes principalement par les investisseurs opérant dans la sous-zone, mais également par des entreprises extérieures à la zone économique spéciale de Łódź, par exemple les sous-traitants et les entreprises de l'environnement des affaires qui coopèrent avec eux.
1816 est la date à laquelle Ozorków a obtenu les droits de ville. Au XIXe siècle, une colonie d'ouvriers du textile et de teinturiers s'est établie ici. Pendant des années, la ville a été un important centre textile. De nos jours, l'industrie textile a perdu de son importance ici, tandis que le profil économique de la ville est multi-industriel. Ozorków est considéré comme un centre de services et industriel.
Le nombre d'entités de l'économie nationale enregistrées dans la commune municipale d'Ozorków est de 1 488 (données au 31 mai 2020), dont 50 du secteur public. Outre les micro et petites entités (employant jusqu'à 249 personnes), il est également possible de travailler à Ozorków dans des entreprises plus grandes. 2 employeurs emploient entre 250 et 999 personnes et 14 entreprises emploient entre 50 et 249 personnes. Le taux de chômage dans le district en mai 2020 était de 6,6 %. Au cours de la même période, dans la voïvodie, ce chiffre était légèrement inférieur – 6 %.
Dans quels secteurs y a-t-il du travail à Ozorków ? Le plus grand nombre d'entreprises enregistrées dans le registre REGON sont engagées dans le commerce de gros et de détail et la réparation de véhicules - 419 entités. La construction (191 entreprises) et la transformation industrielle (160 entreprises) se développent également. Les entrepreneurs locaux choisissent également fréquemment des sections du PKD telles que les autres activités de services (117), le transport et le stockage (105) et les activités professionnelles, scientifiques et techniques (100 entités de l'économie nationale).
Selon l'enquête Baromètre des professions 2020, dans le district de Zgierz, le plus grand déficit sur le marché du travail concerne la profession d'ouvrier d'entrepôt. Les offres sont nombreuses et les employeurs ont du mal à pourvoir les postes vacants. Ils déclarent également une forte demande de travailleurs étrangers. Les professions déficitaires restantes dans cette région sont principalement celles qui nécessitent une formation professionnelle ou technique et/ou la possession de qualifications valides. Par exemple, des électriciens, des électromécaniciens et des monteurs électriciens, des installateurs en bâtiment, des serruriers, des soudeurs et autres sont recherchés. Les professions déficitaires comprennent également les médecins, les physiothérapeutes et les masseurs, les infirmières et les sages-femmes, les enseignants de matières d'enseignement général et les spécialistes en électronique, en automatisation et en robotique.